# Jorge Vilches
Jorge Vilches García (1967) es un politólogo, sociólogo e historiador español.

## Biografía
Doctorado en Ciencias Políticas y Sociología, es profesor titular de Historia del Pensamiento y de los Movimientos Sociales y Políticos en la Universidad Complutense de Madrid, y lo ha sido de Historia en la Universidad San Pablo-CEU, así como investigador invitado en el Centro de Estudios Ibéricos y Latinoamericanos de La Sorbona (París IV) y en la Universidad de Roma La Sapienza. 
Vilches está especializado en la historia política, parlamentaria y de las ideas del siglo xix español y europeo. Por otro lado, ha criticado a la socialdemocracia y el igualitarismo.
Pertenece al consejo de redacción de la revista Aportes: Revista de Historia Contemporánea, fue columnista de Libertad Digital, y actualmente escribe en El Español, La Razón, Vozpópuli, y colaborador habitual de los programas de radio Yaesdomingo, Herrera en COPE y El Mundo en Viernes.

## Obras

### Monografías
- Progreso y Libertad. El Partido Progresista en la revolución liberal española (2001).
- Emilio Castelar, la patria y la república (2001).
- Antonio Cánovas del Castillo. La revolución liberal española. Antología política, 1854-1876 (2002).
- Isabel II. Imágenes de una reina (2007).[3]
- Liberales de 1808 (2008).[4][1]
- Contra la socialdemocracia (2017), junto con Almudena Negro.
- La tentación totalitaria (2021), junto con Almudena Negro. Editorial Almuzara. ISBN: 9788418578298.
- La primera república española (1873-1874) (2023). Editorial Espasa. ISBN: 9788467068740.

### Estudios preliminares
- Antonio Cánovas del Castillo. La revolución liberal española (1854-1876) (2001)
- Emilio Castelar. Discursos parlamentarios (2003)
- Álvaro Flórez Estrada. Introducción a la historia de la revolución de España (2009)
- Miguel Morayta. Las constituyentes de la República española (2013)

También ha escrito numerosos artículos en revistas especializadas sobre el liberalismo conservador, el partido progresista, el republicanismo y las relaciones entre España y Cuba en el siglo XIX, así como colaboraciones en obras colectivas.